# Bactra metriacma
Bactra metriacma es una especie de polilla del género Bactra, categorizada en la tribu Olethreutini, de la subfamilia Olethreutinae.

## Distribución
Se distribuye por Sri Lanka.

## Taxonomía
Fue descrita por Meyrick en 1909 y publicada en (Bactra), J. Bombay Nat. Hist. Soc. 19: 582.